# Montalto Dora
Montalto Dora (piemontesisch Montàut) ist eine Gemeinde in der italienischen Metropolitanstadt Turin (TO), Region Piemont.

## Lage und Einwohner
Montalto Dora liegt 56 km nördlich von Turin am Dora Baltea und der Staatsstraße 26. Montaldo Dora hat einen Bahnhof an der Bahnlinie Chivasso-Ivrea im Aostatal. Das Gemeindegebiet umfasst eine Fläche von 7 km² und hat 3310 Einwohner (Stand 31. Dezember 2023).
Die Nachbargemeinden sind Borgofranco d’Ivrea, Chiaverano, Lessolo, Ivrea und Fiorano Canavese.

## Geschichte
Die menschliche Präsenz in Montalto Dora reicht bis in die Jungsteinzeit zurück. Am Ufer des Pistonosee lag ein Pfahlbaudorf. In römischer Zeit verlief die Via delle Gallie, eine römische Konsularstraße, die von Augustus gebaut wurde, um die Po-Ebene mit Gallien zu verbinden, und später die Canavese-Route der Via Francigena. Die Burg von Montalto Dora, die auf einer Höhe von 405 Metern auf dem Monte Crovero steht, stammt aus der Mitte des 12. Jahrhunderts. Im 14. Jahrhundert gelangte es in den Besitz der Familie Savoyen, die es 1403 an die Familie De Jordanis aus Bard abtrat, die die Bauarbeiten fortsetzte. Im Laufe der Jahrhunderte wurde es mehrfach zerstört, umgebaut und renoviert.
Bei der Belagerung von Ivrea im Jahr 1641, durch die französischen Truppen des Marquis d'Harcourt, im Krieg gegen das Herzogtum Savoyen blieben die inneren Strukturen weitgehend intakt, von außen nahm die Burg Schaden. Im Jahr 1890 erhielt die Burg mit der von Alfredo d’Andrade geplanten Restaurierung das Aussehen, das es bis heute hat. Heute befindet sich die Burg in Privatbesitz und ist ein integraler Bestandteil des Dorfes, auf dem sie steht. Es hat einen unregelmäßigen quadratischen Grundriss mit einer Doppelwand. Ein hoher Turm dominiert den inneren Teil rund um den Bergfried, die angrenzende Kapelle, die teilweise besichtigbaren Räume und den Wachgang. In der Antike diente es als Festung, die die Ebene des Ivrea-Sees und die Straße, die ins Aostatal führte, bewachte.
Im 19. und 20. Jahrhundert gab es in Montalto ein Sortierzentrum für Bergbaumaterialien, die per Seilbahn aus den Minen von Brosso kamen und dann per Eisenbahn sortiert wurden. Neben dem Bergbauzentrum gab es einen Kalksteinbruch. Beide Unternehmen stellten ihren Betrieb Mitte des 20. Jahrhunderts ein.

## Persönlichkeiten
- Salvatore Gotta (1887–1980), Schriftsteller

## Bildgalerie

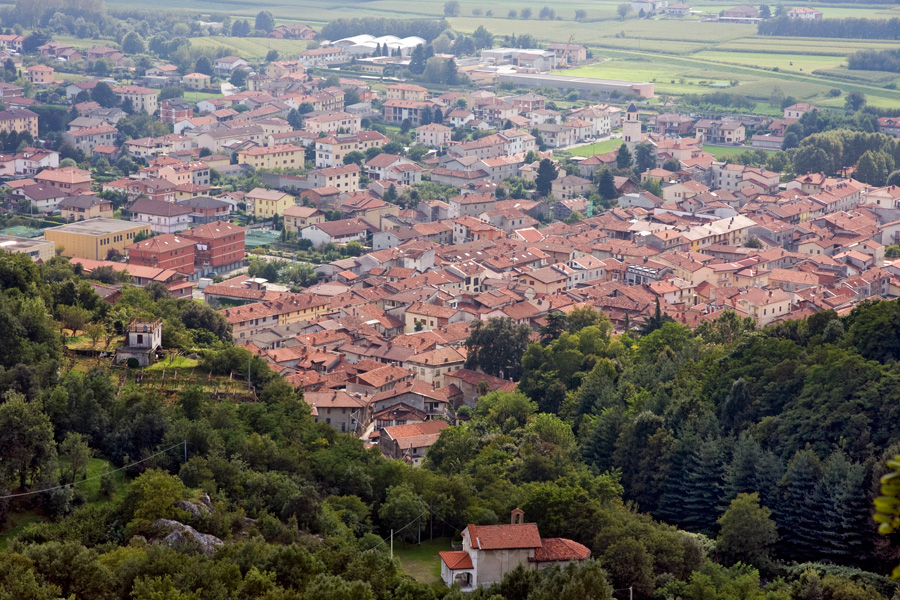
Stadtansicht
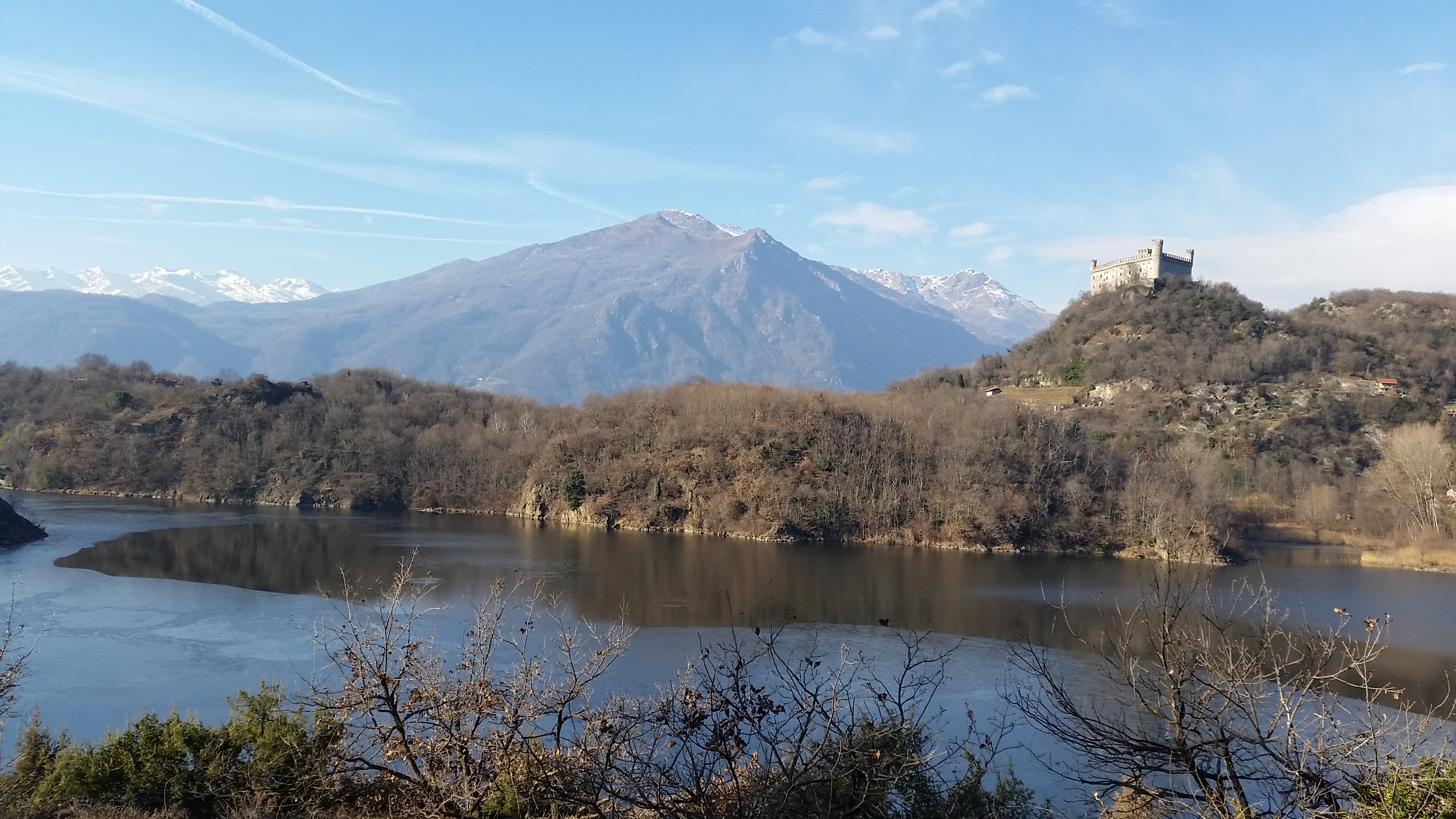
Pistonosee mit Kastell
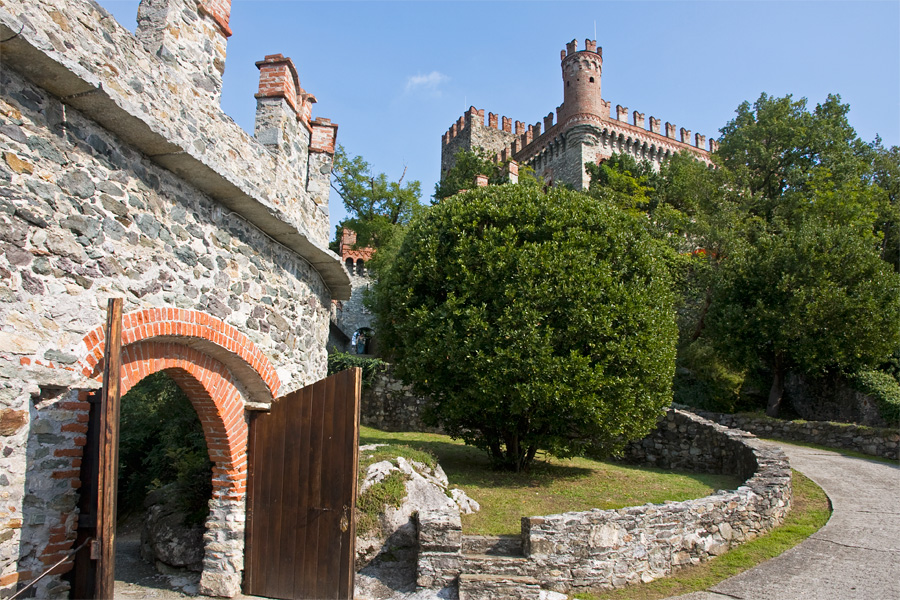
Das Kastell
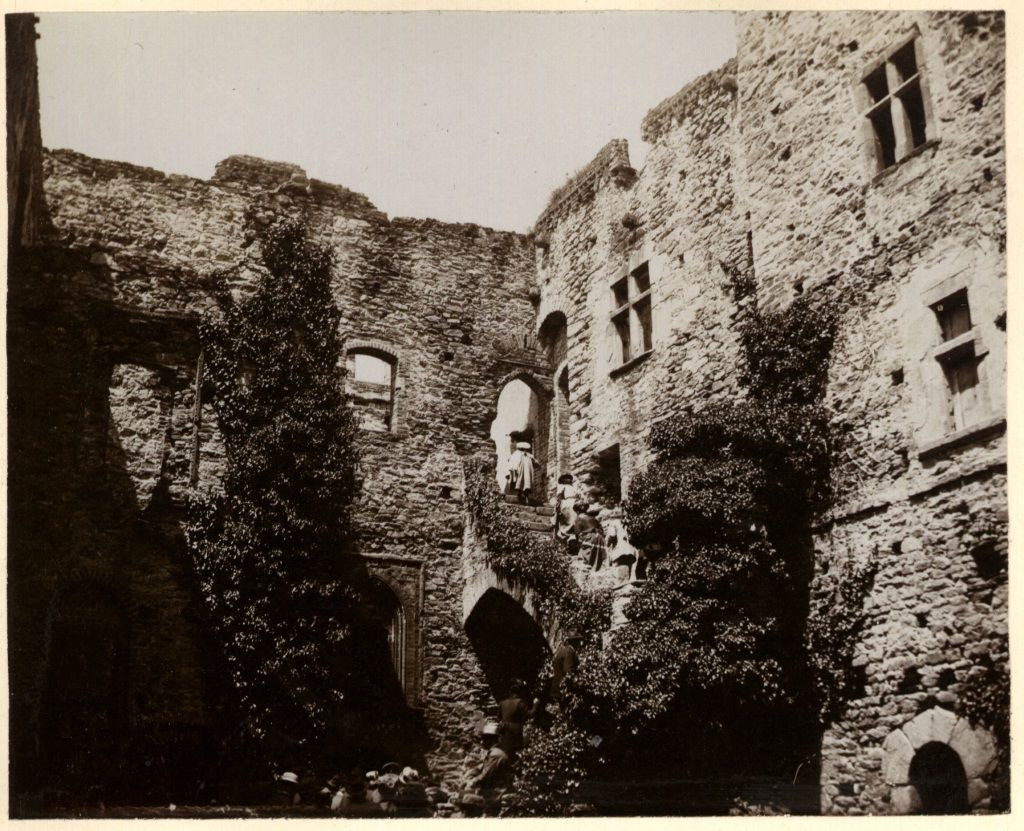
Das Kastell 1902
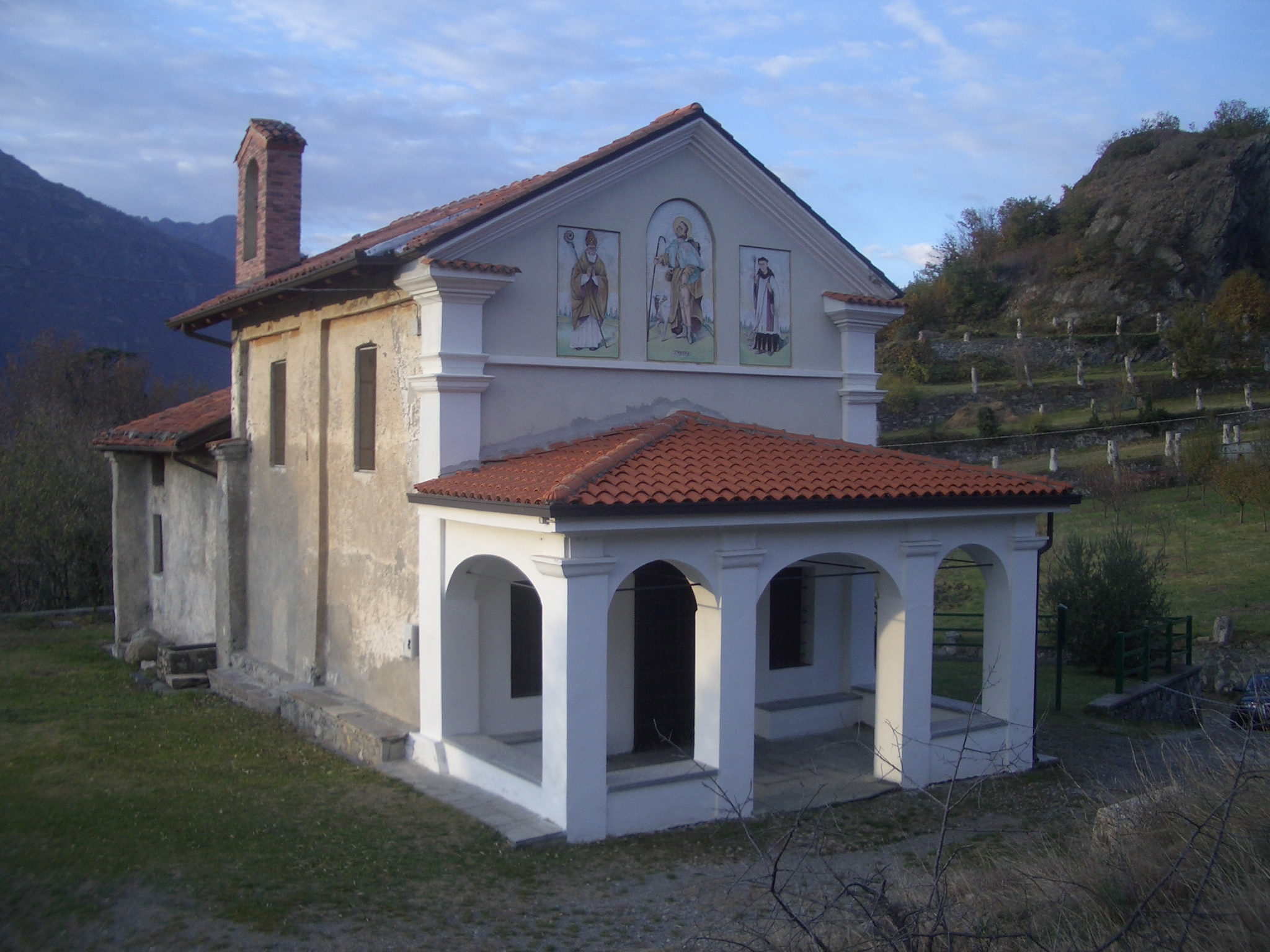
Kirche San Rocco